# Sandy Lake
Sandy Lake is een plaats (borough) in de Amerikaanse staat Pennsylvania, en valt bestuurlijk gezien onder Mercer County.

## Demografie
Bij de volkstelling in 2000 werd het aantal inwoners vastgesteld op 743.
In 2006 is het aantal inwoners door het United States Census Bureau geschat op 712, een daling van 31 (-4,2%).

## Geografie
Volgens het United States Census Bureau beslaat de plaats een oppervlakte van
2,1 km², geheel bestaande uit land. Sandy Lake ligt op ongeveer 359 m boven zeeniveau.

## Plaatsen in de nabije omgeving
De onderstaande figuur toont nabijgelegen plaatsen in een straal van 16 km rond Sandy Lake.